# La Fille qui criait au monstre
 (avril 2025).
Motif : ou sont les références secondaires centrées qui démontrent l'admissibilité ?
- Archive Wikiwix
- Bing
- Cairn
- DuckDuckGo
- E. Universalis
- Gallica
- Google
- G. Books
- G. News
- G. Scholar
- Persée
- Qwant
- (zh) Baidu
- (ru) Yandex
- (wd) trouver des œuvres sur Wikidata

| 1. | Préciser le motif de la pose du bandeau. | Précisez le motif de la pose du bandeau en utilisant la syntaxe suivante : {{admissibilité à vérifier\|date=avril 2025\|motif=remplacez ce texte par le motif}}                                     |
| 2. | Informer les utilisateurs concernés.     | Pensez à avertir le créateur de l'article, par exemple, en insérant le code ci-dessous sur sa page de discussion : {{subst:avertissement admissibilité à vérifier\|La Fille qui criait au monstre}} |

La Fille qui criait au monstre est un livre de la collection Chair de poule (Goosebumps, en anglais), créée et écrite par l'auteur R. L. Stine. Dans la collection française Bayard Poche, ce livre est le 26e de la collection. Il est traduit de l'américain par Claire Le Grand et de Nathalie Vlatal.
En américain, le titre original de La Fille qui criait au monstre est The Girl Who Cried Monster, en référence à l'expression « to cry wolf », c'est-à-dire « crier au loup ». Il est paru en mai 1993.

## Résumé de l'histoire
Bethy (Lucy dans la version originale américaine du livre) est une adolescente qui adore raconter à son petit frère - et même à ses amis - des histoires de monstres, juste pour le plaisir de faire peur. C'est pour cela que personne ne la croit lorsqu'elle en voit un pour de vrai ! Ce vrai monstre, c'est Mr. Mortimer (Mr. Mortman, à nouveau dans la version originale américaine du livre), le bibliothécaire. Elle découvre sa vraie nature par pur accident, en revenant à la bibliothèque où elle avait oublié ses patins. Le bibliothécaire, se croyant à ce moment seul, quitte son enveloppe humaine pour laisser voir un monstre hideux... qui mange les tortues qui sont élevées dans l'aquarium d'à côté ! Bethy prend alors une photo de lui ; mais oublie le flash ! Le monstre la repère, mais Bethy arrive à s'enfuir. Avec son ami Steph (Aaron, toujours dans la version originale américaine du livre), elle va essayer de prouver à tout le monde  qu'elle a vraiment vu un monstre - allant même, pour y parvenir, à aller l'espionner jusque chez lui...

## Adaptation
Cette histoire eut une adaptation en un épisode dans la série télévisée Chair de poule. L'épisode dure 19 minutes.

## Scénario
Plusieurs changements interviennent dans cette adaptation :
- Dans le livre, Mr. Mortman/Mr. Mortimer a des tortues comme animaux de compagnie. Mais dans l'épisode, il a des mygales comme animaux de compagnie.
- La scène où Lucy/Bethy se rend chez Aaron/Steph et rencontre son frère est absente.
- La scène où Lucy/Bethy et Aaron/Steph espionnent le monstre chez lui est absente.
- Dans le livre, Mr. Mortman/Mr. Mortimer mange principalement des mouches. Cependant, dans l'épisode, il mange des grillons à la place.
- Dans le livre, Aaron/Steph voit Mr. Mortman/Mr. Mortimer se transformer en monstre et c'est en le révélant aux parents de Lucy/Bethy que ces derniers sont convaincus que Lucy/Bethy dit la vérité. Dans l'épisode, cela n'arrive pas et les parents de Lucy/Bethy l'invitent à dîner après l'avoir croisé au studio de photographie.
- Il y a une scène supplémentaire après que Mr. Mortman/Mr. Mortimer ait été mangé, où Aaron/Steph apparaît avec un masque de monstre et l'enlève plus tard lorsque Mr. et Mme Dark ont sorti leur crocs. Il demande ce qu'il y a pour le dessert. Mr. Dark répond alors: « Vous... aimez la tarte aux cerises ? » et la famille rit.
- Lucy/Bethy et sa famille ne vont pas au centre commercial pour manger au restaurant chinois et pour qu'elle fasse développer ses photos au magasin de photos pour essayer de prouver à sa famille que Mr. Mortman/Mr. Mortimer est un monstre.
- L'ami d'Aaron/Steph, Ralph, n'est pas mentionné dans l'épisode.

## Casting
- Déborah Scorsone  : Lucy/Bethy
- Eugène Lipinski : Mr. Mortman/Mr. Mortimer, le monstre
- Christopher Tuah  : Aaron/Steph
- Lynn Copmack  : Mme Dark, la mère de Lucy/Bethy
- Dan Lett  : Mr. Dark, le père de Lucy/Bethy
- Brandon Bone : Randy/Gary, le petit frère de Lucy/Bethy